# Jill & Lauren
Jill & Lauren es un dúo musical belga, que representó a Bélgica en el Festival de Eurovisión Junior 2010. Quedaron en 7ª posición.

## Biografía
El dúo formado por Lauren Ruyck (Gante, 10 de agosto de 1995) y Jill Van Vooren (Gante, 26 de abril de 1995). Lauren nació en Gante y en la actualidad reside en Drongen. Ha actuado en varias producciones musicales, tales como Daens, Tintin: El Templo del Sol y Peter Pan. Además, ella también toca el piano y la guitarra. Jill nació en Gante pero vive en Sint-Martens-Latem.
Jill y Lauren se conocieron en 2010, se registraron para Junior Eurosong 2010, las pruebas belgas para el Festival de Eurovisión Junior. El dúo ganó la semifinal, y finalmente ganó la final nacional. Esto permitió a Jill y Lauren representar a Bélgica en el Festival de Eurovisión Junior 2010. Con la canción  Get up!. 
Jill tuvo un período de inactividad. Sin embargo, en mayo de 2012 volvió en Summer Sucks también conocido como "Jill Shaw".
- Datos: Q5931062